# Instrukcja techniczna G-7
Instrukcja techniczna G-7 – geodezyjny standard techniczny obowiązujący na podstawie rozporządzenia Ministra Spraw Wewnętrznych i Administracji z dnia 24 marca 1999 r., uchylony z dniem 8 czerwca 2012 r.
Instrukcja była zbiorem wytycznych dotyczących zakładania, prowadzenia i udostępniania Geodezyjnej Ewidencji Sieci Uzbrojenia Terenu (GESUT). Instrukcja została uchylona 8 czerwca 2012 r., w związku z wejściem w życie zapisów ustawy o infrastrukturze informacji przestrzennej. Zapisy instrukcji zostały zastąpione zapisami Rozporządzenia Ministra Administracji i Cyfryzacji z dnia 12 lutego 2013 r. w sprawie bazy danych geodezyjnej ewidencji sieci uzbrojenia terenu, bazy danych obiektów topograficznych oraz mapy zasadniczej.
Jedynym oficjalnym wydaniem było wydanie I z 1998 r. opracowane przez Zdzisława Adamczewskiego, Andrzeja Bąka, Mariolę Gilską, Edwarda Mecha, Ryszarda Staniszewskiego, Zygmunta Szumskiego oraz Wojciecha Wilkowskiego.